# Zdeněk Dostál
Zdeněk Dostál (6. května 1933 Zdounky – 13. srpna 2018) byl český komunální politik, v letech 1998 až 2002 primátor města Zlína, v letech 1998 až 2010 zlínský zastupitel, člen ODS, později člen Zlínského hnutí nezávislých.

## Život
Původním povoláním byl vysokoškolský pedagog. V letech 1990 až 1998 byl přednostou Okresního úřadu ve Zlíně.

## Politické působení
Ve volbách do Senátu PČR v roce 1996 kandidoval jako člen ODS v obvodu č. 80 – Zlín. První kolo vyhrál a postoupil tak do kola druhého, v němž ho však porazil poměrem hlasů 39,84 % : 60,16 % kandidát KDU-ČSL Jiří Stodůlka.
V komunálních volbách v roce 1998 byl zvolen zastupitelem Zlína, když vedl kandidátku Zlínského hnutí nezávislých. Po koaličním vyjednávání byl dne 27. listopadu 1998 zvolen primátorem města Zlína. Úspěchem radniční koalice pod jeho vedením byl věcnější způsob jednání rady i zastupitelstva a další zapojování místního obyvatelstva do řešení problémů rozvoje města. Funkci primátora zastával do 14. listopadu 2002. Mandát zastupitele města pak za ZHN obhájil ještě ve volbách v roce 2002 a v roce 2006.
Kandidoval také do Zastupitelstva Zlínského kraje. Ve volbách v roce 2004 jako člen ZHN na kandidátce subjektu "ZHN a SNK společně", ve volbách v roce 2008 jako člen ZHN na kandidátce Starostů a nezávislých pro Zlínský kraj a ve volbách v roce 2012 opět jako člen ZHN za subjekt "Lékaři a odborníci za ozdravení kraje". Ani jednou však neuspěl.